# 北海道道793号旭台今金線
北海道道793号旭台今金線（ほっかいどうどう793ごう あさひだいいまかねせん）は、北海道瀬棚郡今金町内を結ぶ一般道道（北海道道）である。冬期通行止め区間がある。

## 概要

### 路線データ
- 起点：北海道瀬棚郡今金町旭台
- 終点：北海道瀬棚郡今金町田代（北海道道232号今金北檜山線・北海道道263号八雲今金線交点）
- 総延長：15.046 km
- 実延長：15.035 km
- 重用延長：0.011 km
- 砂利道：2.991 km

## 歴史
- 1973年（昭和48年）3月31日 - 路線認定[1]。

## 路線状況

### 冬期交通規制（通行止め）
- 今金町字旭台196番1地先（旭台日進ゲート） - 今金町字白石139番地先（旭台白石ゲート）

区間延長：8.1 km

### 道路施設

#### 主な橋梁
- 白石橋（50m、オチャラッペ川、今金町白石）
- 下濁川橋（40m、濁川、今金町八束）

## 地理

### 通過する自治体
- 檜山振興局
  - 瀬棚郡今金町

### 交差する道路
今金町
- 北海道道232号今金北檜山線 - 田代（終点）
- 北海道道263号八雲今金線 - 田代（終点）